# Телескоп горизонта событий

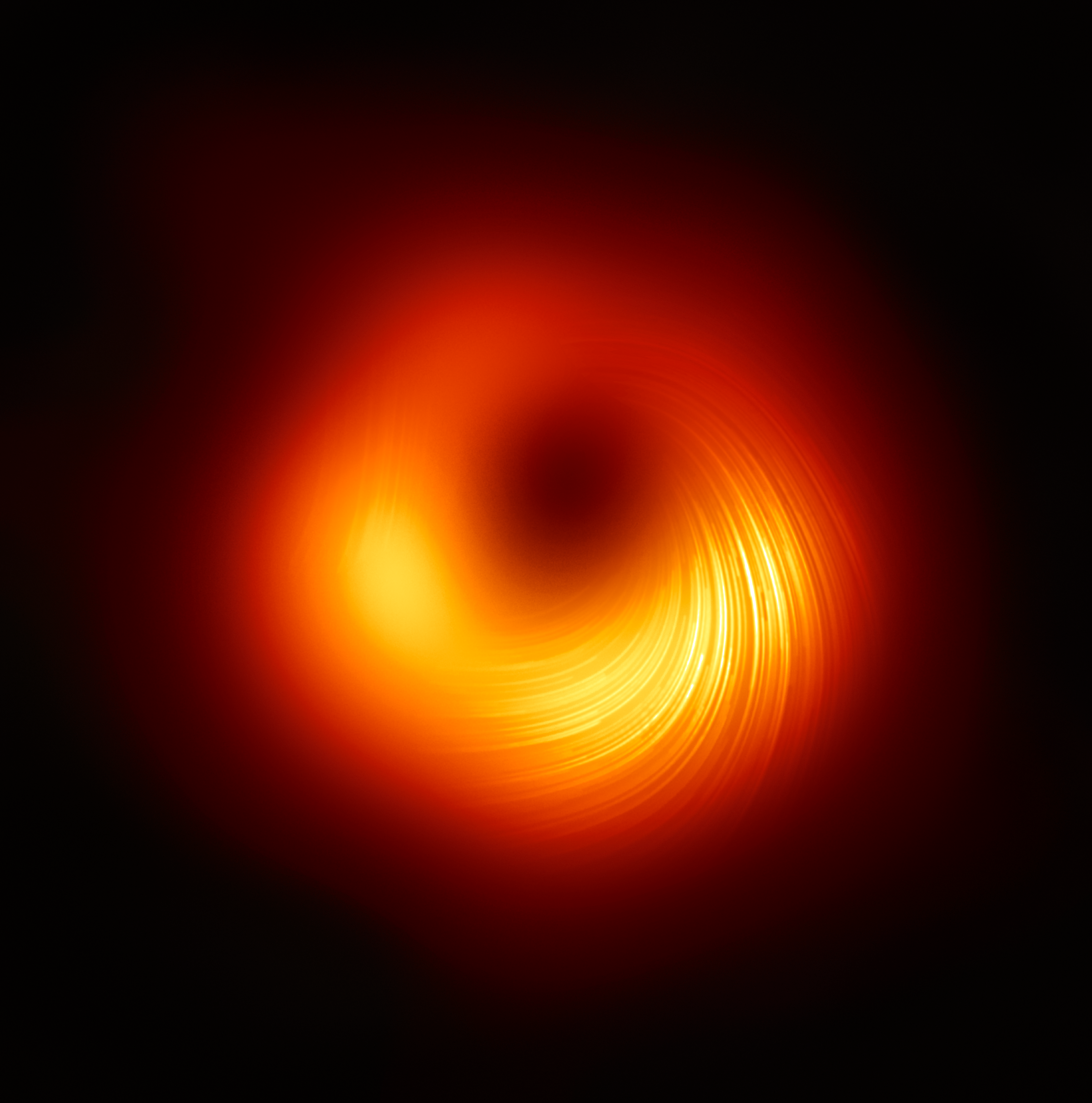
Сверхмассивная чёрная дыра в центре галактики М 87. Это первое в истории человечества качественное изображение тени чёрной дыры, полученное напрямую в радиодиапазоне (Event Horizon Telescope)

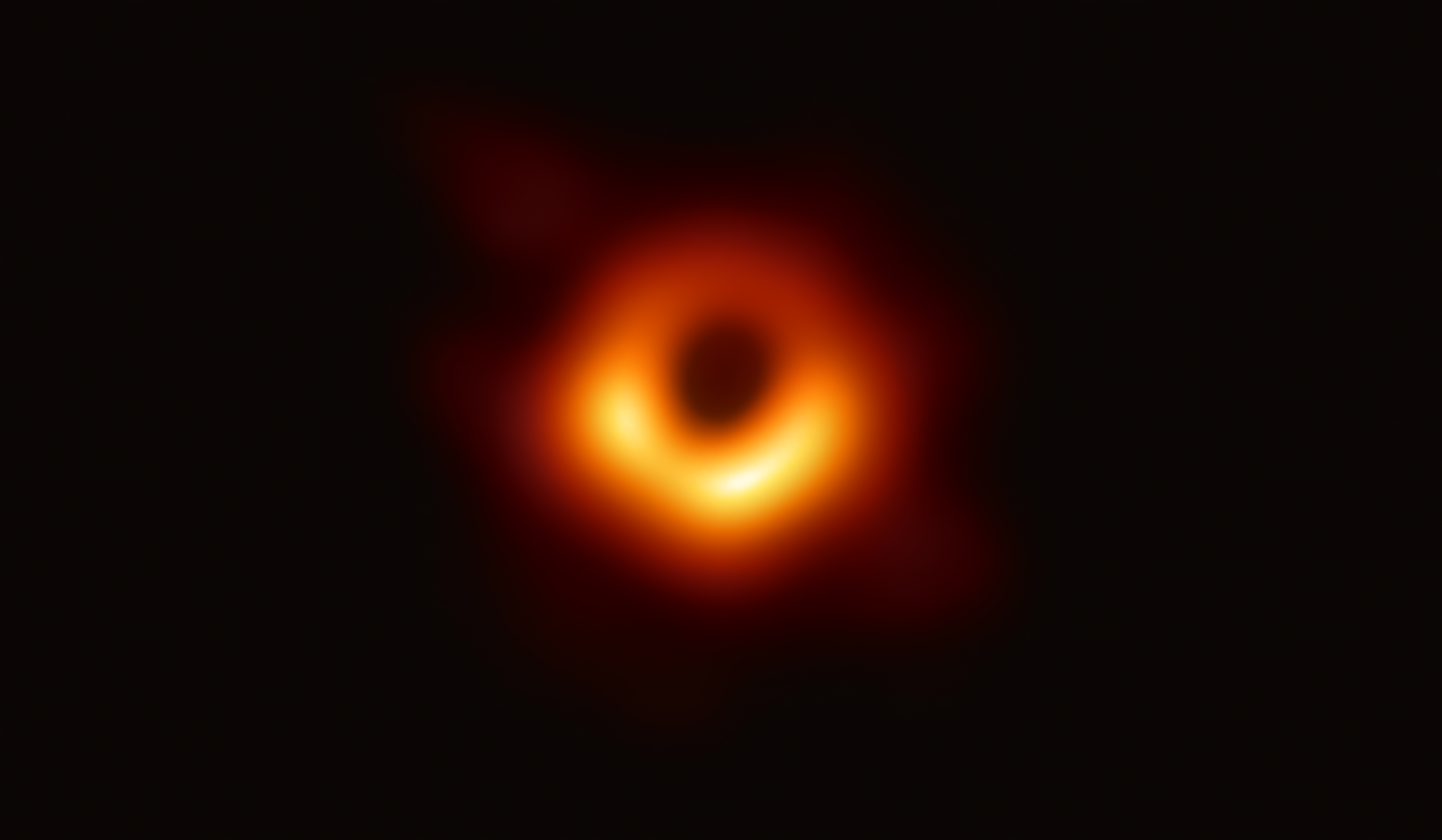
Первый снимок тени чёрной дыры в радиодиапазоне

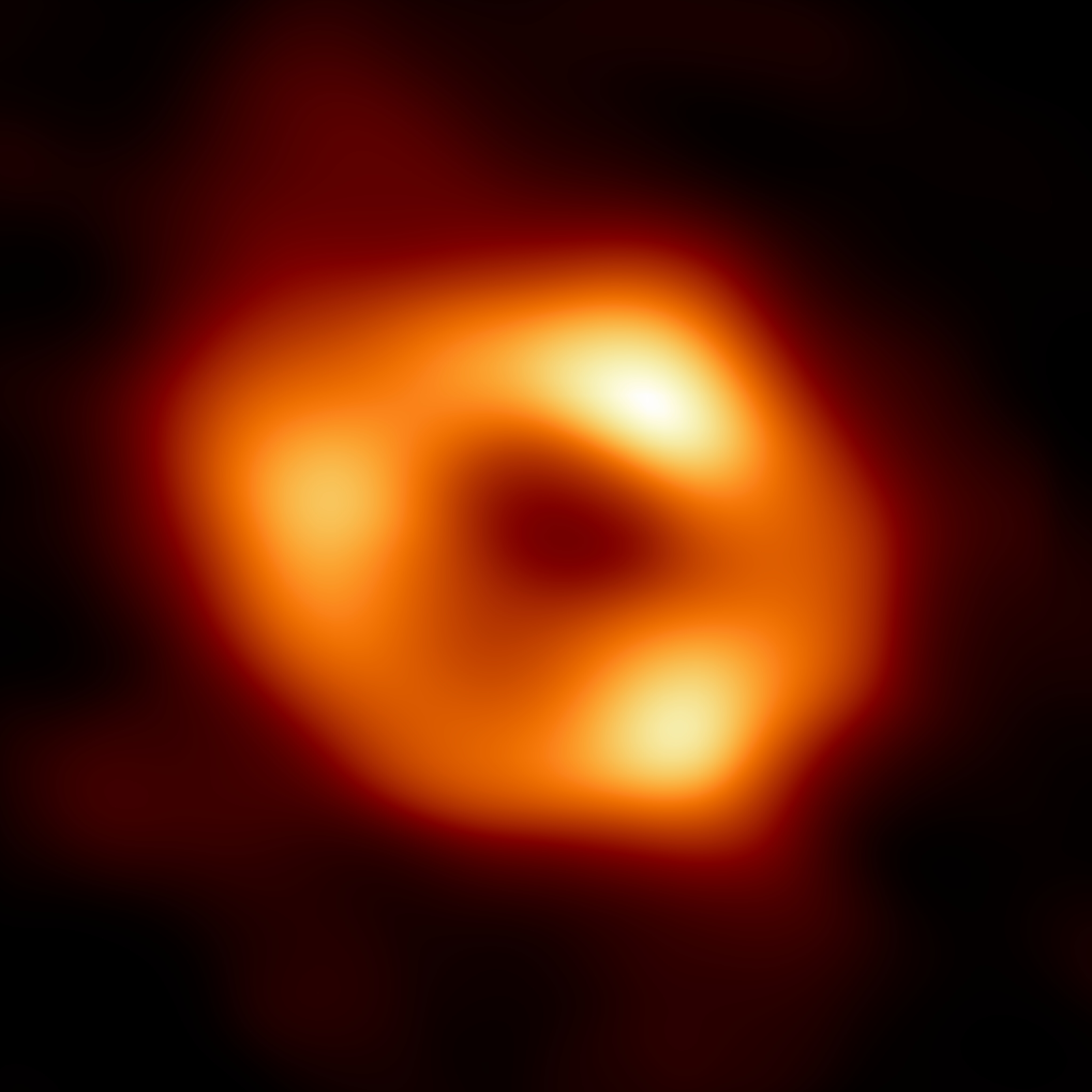
Снимок тени сверхмассивной чёрной дыры Стрелец A* в центре галактики Млечный Путь

Телескоп горизонта событий (англ. Event Horizon Telescope, EHT) — проект по созданию большого массива телескопов, состоящего из глобальной сети радиотелескопов и объединяющего данные нескольких станций интерферометрии с очень длинной базовой линией (VLBI) по всей Земле. Цель состоит в том, чтобы наблюдать непосредственное окружение сверхмассивной чёрной дыры Стрельца A* в центре Млечного Пути, а также ещё большую чёрную дыру в сверхгигантской эллиптической галактике Мессье 87 с угловым разрешением, сопоставимым с горизонтом событий чёрной дыры.
10 апреля 2019 года было опубликовано первое изображение чёрной дыры внутри галактики Мессье 87. Алгоритм визуализации сверхмассивной чёрной дыры по данным, полученным радиотелескопами, разработала Кэтрин Боуман.
В 2020 году международное сотрудничество над проектом удостоилось медали Альберта Эйнштейна.
12 мая 2022 года было опубликовано второе изображение чёрной дыры. Было получено изображение объекта Стрелец А*, находящегося в центре нашей галактики Млечный путь. Оно было сформировано по данным, собранным радиотелескопами в 2017 году.